# Chevauchée del Principe Nero (1355)
La chevauchée del Principe Nero, conosciuta anche come la grande chevauchée, fu un'incursione a cavallo condotta su larga scala dall'esercito anglo-guascone al comando di Edoardo, detto il Principe Nero, tra il 5 ottobre e il 2 dicembre 1355. Giovanni I, conte di Armagnac, comandante delle armate francesi in Occitania, evitò uno scontro diretto, rendendo la campagna relativamente poco movimentata.
L'armata inglese, composta da un numero tra i 4 000 ed i 6 000 uomini marciò da Bordeaux, all'epoca in mano britannica, sino a Narbona, percorrendo più di 480 km e devastando un'ampia fascia di territorio francese. Benché durante questa campagna nessun territorio fosse incorporato negli estesi domini della casa dei Plantageneti, il regno retto da Giovanni II di Valois subì un ingentissimo danno economico. Successivamente, dopo il termine di questa spedizione, l'esercito inglese riprese l'offensiva dopo il periodo natalizio, occupando, nei 4 mesi seguenti, più di 50 città o fortezze francesi. Nell'agosto del 1356 il Principe Nero si diresse a nord per compiere un'altra operazione, forte di 6 000 uomini.  A differenza dell'anno precedente, egli fu però intercettato dal numericamente superiore esercito francese, composto da 11 000 soldati, venendo costretto ad ingaggiare battaglia a Poitiers, dove distrusse definitivamente l'armata avversaria e catturò lo stesso sovrano nemico.

## Antefatti

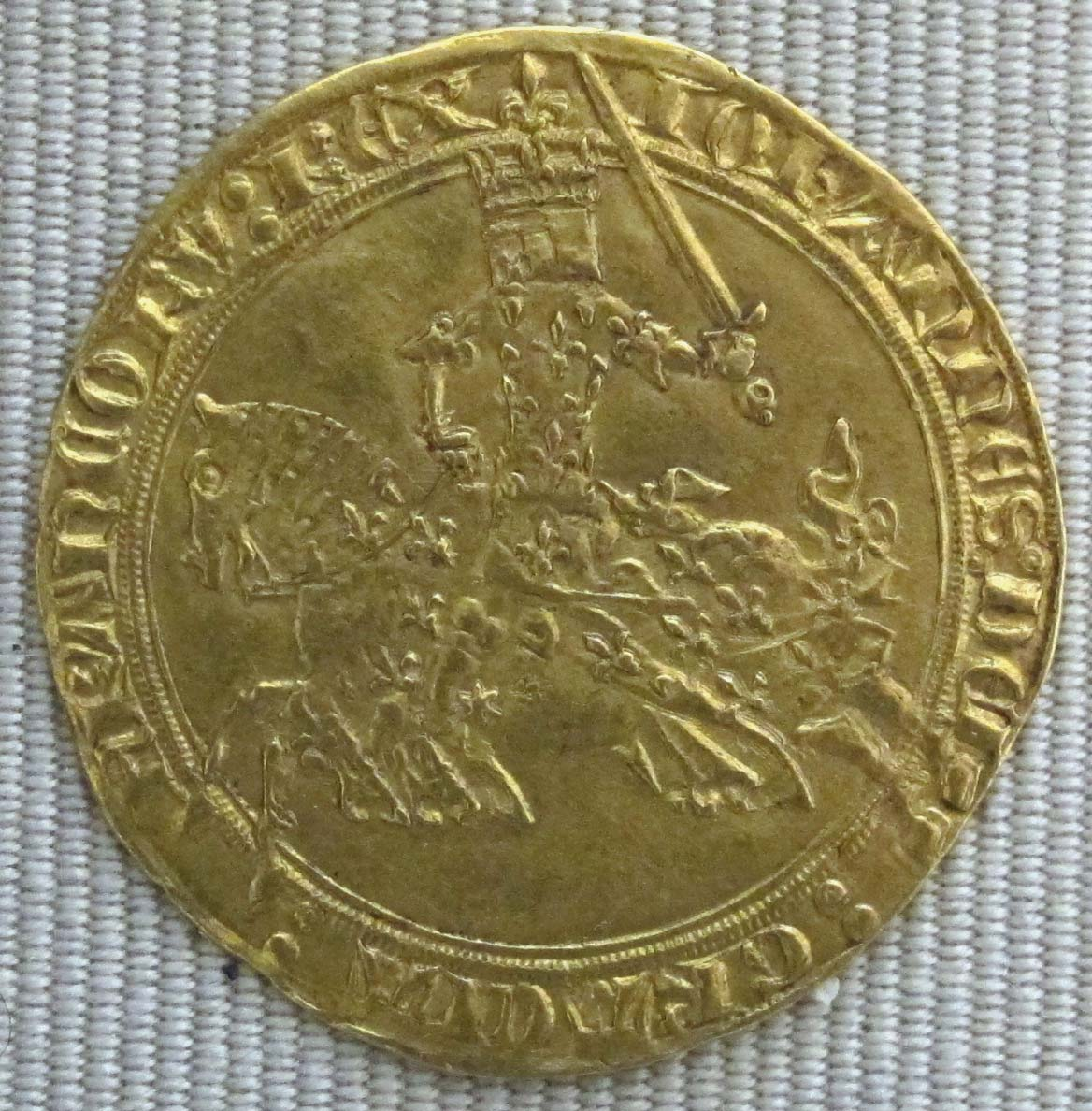
Moneta d'oro raffigurante Giovanni II di Valois, re di Francia dal 1350 al 1364

Sin dalla conquista normanna del 1066, i monarchi inglesi avevano posseduto numerosi titoli ed importanti terre in Francia, il cui possesso li aveva resi vassalli dei sovrano francese. A seguito di una serie di aspri disaccordi tra Filippo VI di Valois ed Edoardo III Plantageneto, il 24 maggio 1337 il Conseil du Roi stabilì che le terre detenute dal sovrano inglese in Francia dovessero essere confiscate a causa dell'ostile comportamento del britannico. Questo provvedimento fu una delle principali cause dell'inizio della cosiddetta guerra dei cent'anni, i cui effetti economici e sociali furono devastanti per entrambe le parti.
Prima dell'inizio del conflitto, la Guascogna era una regione fiorente, ed ogni anno oltre mille navi solcavano i mari del golfo di Biscaglia. La tassa pretesa dalla corona inglese sul vino di Bordeaux rappresentava una grossa parte delle entrate delle casse reali dei Plantageneti, superando di gran lunga tutti gli altri dazi commerciali britannici messi assieme. La capitale dell'Aquitania aveva una popolazione di oltre 50 000 abitanti, maggiore di quella di Londra, e rispetto a quest'ultima, era molto più produttiva. Tuttavia, in quel periodo il deterioramento delle buone relazione con la corona francese aveva causato un drastico calo dell'importazione di beni di prima necessità dal regno dei Valois, conducendo la Guascogna ad acquistare cibarie provenienti dalla sola Inghilterra. Eventuali interruzioni dell'usuale collegamento marittimo tra le isole oltremanica ed i territori Plantageneti in Francia avrebbero causato una gravissima crisi del sistema economico inglese, portando fame in Guascogna ed Aquitania e povertà nei territori isolani. 

La regione francese nel 1330

Sebbene i territori occitani fossero la causa della guerra, Edoardo III riuscì a stanziare poche risorse per la loro difesa, operando militarmente nel solo nord della Francia, facendo in modo che la produzione guascona non s'interrompesse. Ma nel 1339 l'esercito dei Valois assediò Bordeaux, provocando gravi danni alla città. Per permettere all'Aquitania di riprendersi dalla scorreria, nel luglio del 1346 Edoardo III sbarcò in Normandia, costringendo Filippo VI di Francia a muovere verso il nord, abbandonando velocemente la Guascogna.
Il porto francese di Calais cadde in mano inglese il 3 agosto 1347, dopo un assedio dalla durata di ben undici mesi. A causa dell'evoluzione della situazione europea fu firmata una tregua, che garantì il cessare delle ostilità sino al 1351, quando avvennero altri scontri, anche se di minore rilevanza. Poco dopo la firma del trattato la Peste nera raggiunse infatti la Francia settentrionale e l'Inghilterra meridionale, provocando la morte di circa il 45% della popolazione. I negoziati per una pace definitiva iniziarono nel 1353 ad Avignone, con la mediazione di Papa Innocenzo VI. Nonostante questo le trattative si conclusero nel nulla nel 1355, quando Edoardo III, raccolte sufficienti somme di denaro, organizzò una spedizione nella regione dell'Occitania. Il nuovo re, Giovanni II di Francia, succeduto al padre Filippo VI nel 1350, tentò di costruire fortificazioni in grado di resistere all'armata britannica, ma a causa della mancanza di capitale aureo all'interno del tesoro reale le forze messe in campo furono largamente insufficienti.

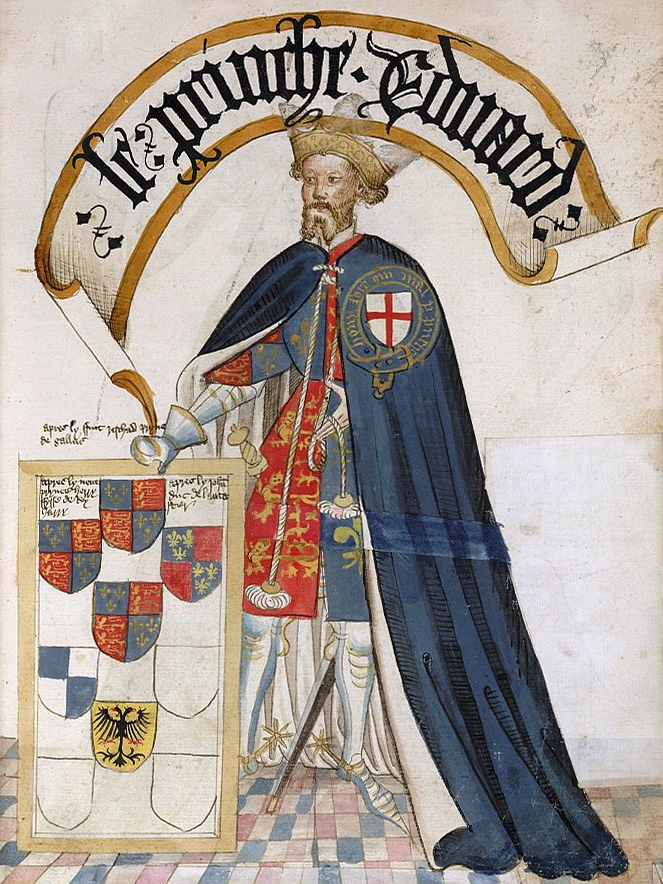
Edoardo il Principe Nero

Nelle loro campagne occitane del 1345 e del 1346, gli inglesi avevano portato il fronte di guerra ben oltre i confini guasconi, garantendo le scorte di cibo sufficienti all'esercito e riuscendo a mantenere incolumi da minacce francesi i territori conquistati. Nell'immediato sud sorgeva la Contea di Armagnac, pressoché non danneggiata dalla guerra. Era il cuore dei vasti e numerosi domini di Giovanni I, capitano del re di Francia nel sud-ovest occitano e il più potente aristocratico della regione. Egli, durante gli anni precedenti all'inizio del conflitto, aveva premuto affinché questo avvenisse, desideroso di impadronirsi delle terre di proprietà della corona d'oltremanica. Ignorando gli ordini di re Giovanni II, nel 1354 aveva fatto irruzione in Aquitania, tentando di occupare diversi castelli. Fallendo, vi tentò nuovamente l'anno successivo, riuscendo a saccheggiare vari villaggi e centri di media importanza.
A seguito della decisione del re d'Inghilterra di troncare definitivamente la tregua, il figlio maggiore di questi, Edoardo di Woodstock, riunì un esercito per compiere la spedizione successivamente nota come chevauchée. Egli giunse in terra continentale il 20 settembre 1355, con un degno seguito di 2200 armati inglesi. Fu dunque riconosciuto ufficialmente luogotenente del re suo padre, con poteri eguali a quelli di un plenipotenziario. Sotto le pressioni dei nobili guasconi, il principe accettò di fare della contea di Armagnac il suo primo obiettivo, aggiungendo al proprio esercito tra i 5 ed i 6 000 armati locali. A fornire sostegno con cibo e beni di prima necessità vi erano carri, incaricati anche di trasportare il grano per i cavalli. Tali mezzi furono utilizzati successivamente per portare il bottino della spedizione a Bordeaux.

## Chevauchée

### Spedizione verso est

Il percorso della spedizione

Il 5 ottobre 1355 le armate sotto il comando del Principe Nero lasciarono Bordeaux. A causa della carenza dei beni di prima necessità che riuscirono a reperire durante le prime giornate di marcia, presso Saint-Macaire, i soldati inglesi ricevettero rifornimenti e vettovaglie da dei rinforzi, raggiungendo il confine con la contea d'Armagnac il 12 ottobre. Si è stimato inoltre che a causa della velocità costante che fece mantenere alla sua armata, il Principe Nero avrebbe perduto, facendoli azzoppare o venendo costretto a sopprimerli a causa della loro stanchezza, almeno 15 000 cavalli. Una volta penetrati nel territorio del conte Giovanni I, Edoardo del Galles fece spiegare i vessilli, creando cavalieri e dividendo l'armata in tre colonne, che viaggiarono parallele, devastando in undici giorni città mal fortificate o fertili campagne.
Giovanni d'Armagnac, nonostante la forte superiorità numerica, evitò di dare battaglia, venendo soccorso dalle armate ausiliari di Giacomo I di Borbone-La Marche, connestabile di Francia e Jean de Clermont, maresciallo del re. Essi si ritirarono a Tolosa, potenziando le mura e distruggendo i ponti d'accesso alla città. Ma il principe Nero comprese le difficoltà che avrebbe incontrato assaltando il centro abitato occitano, proseguendo verso est e guadando i fiumi Garonna e Ariège. Durante questa operazione venne perso un numero relativamente contenuto di uomini e cavalli, i quali annegarono a causa della corrente. Ma questo avvenimento scosse i francesi, che credendo il principe d'oltremanica puntasse a Tolosa avevano lasciato sguarniti i guadi. 

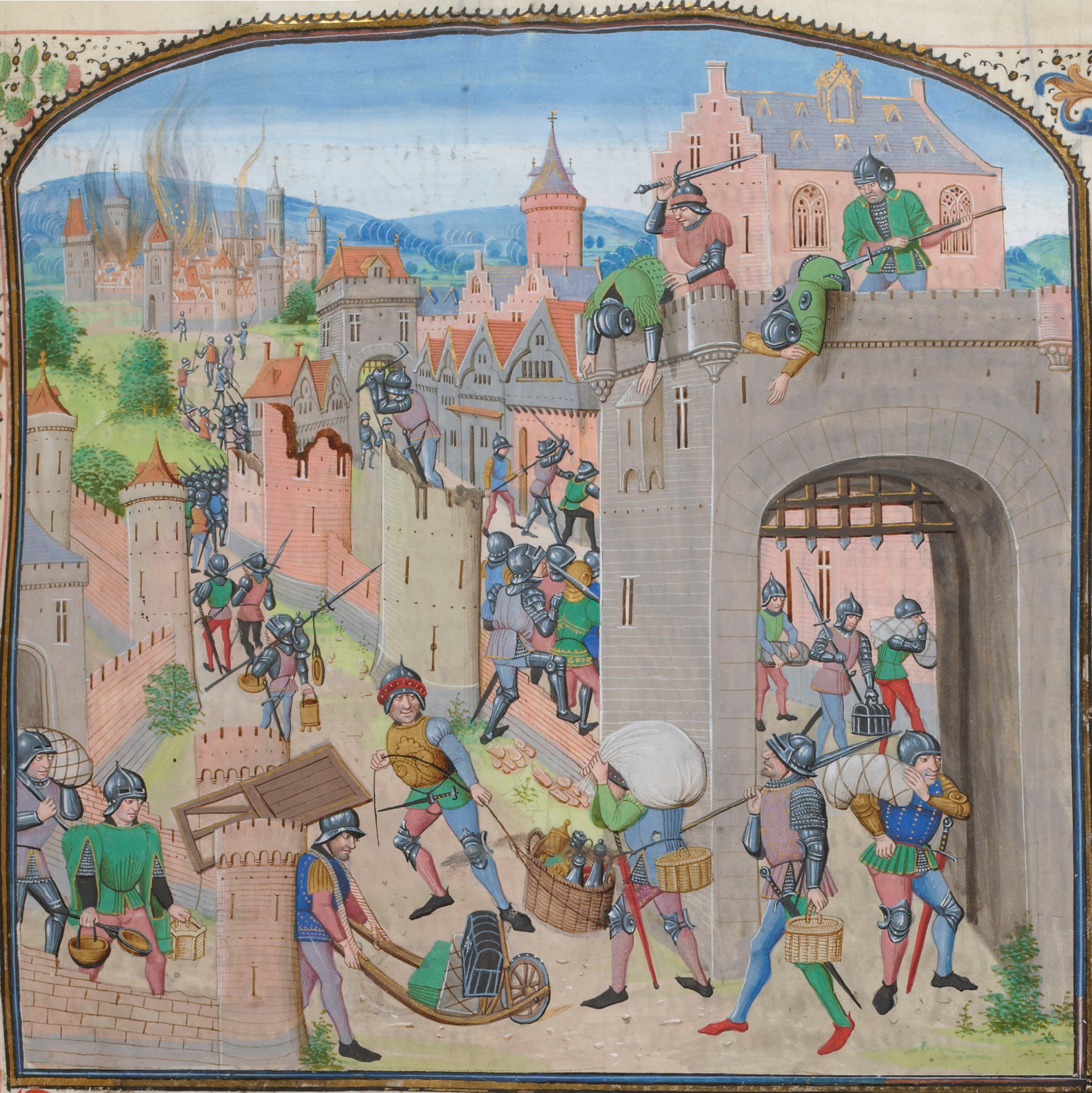
Miniatura raffigurante il saccheggio di una città, XV secolo

L'area saccheggiata dagli inglesi era il granaio del regno di Francia, venendo descritta da un cronista contemporaneo come la "terra più opulenta del mondo". E fu proprio per indebolire le armate avversarie che per ordine del principe nero i britannici bruciarono i mulini a vento, rendendo la regione improduttiva. L'armata, divisa in tre corpi, prese dunque d'assalto Carcassonne, centro culturale, politico, religioso e finanziario della zona. Pur di salvare le proprie case, i cittadini, rifugiatisi nella fortezza, offrirono agli inglesi somme di denaro sbalorditive. Ma tutte le proposte ricevettero un secco rifiuto, ed Edoardo del Galles fece appiccare fuoco alla città, abbandonandola. Due giorni dopo, l'8 novembre, raggiunsero Narbona, ad appena 16 chilometri dal Mediterraneo. La città, governata all'epoca dal visconte Aimerico VI e poco meno popolosa di Londra, fu assaltata e danneggiata, rispondendo all'attacco con innovative e rudimentali armi da fuoco.
A causa della spedizione il Sud della Francia fu notevolmente impoverito, venendo brutalmente saccheggiato. Poco dopo il termine delle operazioni giunsero dei nunzi pontifici da Avignone, i quali tentarono di organizzare una tregua, anche se momentanea. Ma nonostante le pressioni del papa fu detto loro di poter parlare di tali questioni solo con re Edoardo III.

### Ritorno in Guienna

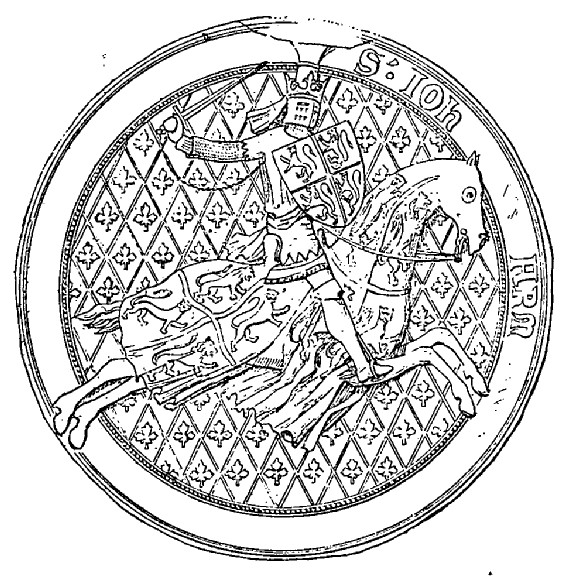
Sigillo di Giovanni, conte di Armagnac

L'Armagnac, con il Borbone ed il Clermont, guidò una parte dell'esercito francese ad Homps, a 24 chilometri ad ovest di Narbona, dove un ponte attraversava il fiume Aude. I comandanti speravano infatti di costringere gli inglesi ad attaccarli guadando il corso d'acqua, combattendo dunque in netto svantaggio strategico. Ma l'esercito del Principe Nero evitò ancora una volta la battaglia, allontanandosi da Narbona, ma venendo comunque attaccati da una sortita della milizia cittadina. Giunti a Béziers decisero però di non assaltarla, stabilendo di fare ritorno dei possedimenti inglesi della Guienna. La seconda marcia fu particolarmente ardua, e l'acqua, secondo un cronista, scarseggiava a tal punto da portare i soldati a dare da bere il vino ai cavalli. Così il Principe Nero ritornò verso Carcassonne, saccheggiando la prosperosa città di Limoux, che fu totalmente distrutta.
Il 17 novembre il Principe Nero incontrò Gastone III di Foix, avversario del conte d'Armagnac ed influente nobile della regione occitana. Anche se i dettagli sulla discussione sono sconosciuti agli storici, si sa che l'aristocratico permise il libero passaggio agli inglesi, fornendo delle guide agli uomini d'oltremanica e permettendo ai suoi di seguirli nei combattimenti. Dopo questo importante avvenimento Edoardo del Galles fece attraversare nuovamente ai suoi soldati la Garonna e l'Ariège nello stupore degli abitanti locali.
All'avvistamento dell'armata britannica Giacomo di Borbone persuase Giovanni I d'Armagnac a guidare l'esercito francese a sud-ovest di Tolosa, il 18 novembre, nel tentativo di asserragliare gli inglesi nell'ostile e poco ospitale territorio nemico. La battaglia avvenne il 20 novembre; i francesi furono sconfitti e si ritirarono, con numerose e gravi perdite. Edoardo del Galles stabilì allora, il 22, di fare ritorno in Guascogna, imponendo marce forzate ai suoi uomini, durante le quali un grosso numero di cavalli perì. Il 28 novembre la vittoriosa armata entrò in terra inglese, giungendo a Bordeaux il 9 dicembre e ponendo fine alla campagna militare.

## Conseguenze

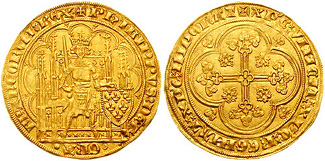
Écu di Filippo VI di Valois

La maggior parte delle fonti contemporanee ai fatti attestano tutte egualmente l'enorme quantità di bottino di cui si appropriarono gli inglesi con il saccheggio. Secondo alcune stime i carri serviti a trasportare l'oro e l'argento ricavato dalla spedizione sarebbero stati più di 1100. Tale cifra secondo gli storici odierni sarebbe inattendibile, ma fa comprendere bene l'enorme danno subito dai francesi.
Si stima inoltre che i tesori di cui si appropriarono gli inglesi durante la campagna corrispondevano allora al due per cento delle entrate annuali della corona di Francia intera, la quale si rialzò a fatica a causa della distruzione di oltre 500 villaggi e grossi centri abitati. Si è dunque arrivati a calcolare che i danni arrecati all'Occitania dalle armate inglesi ammontavano a circa 400 000 écu (scudi d'oro), vale a dire diversi anni di tasse.

## Eventi successivi (1356)

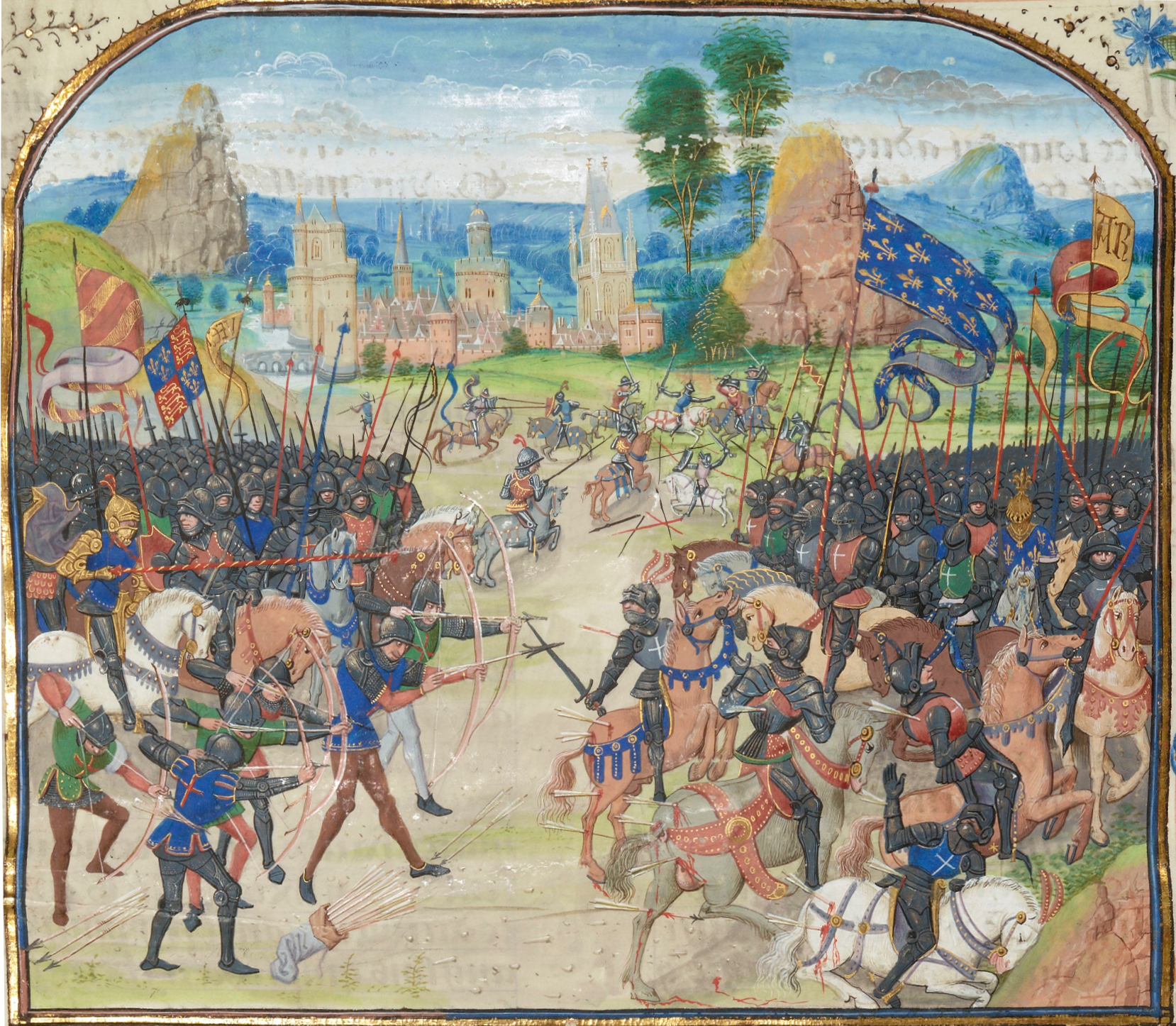
La Battaglia di Poitiers, miniatura tratta dalle cronache di Froissart, XV secolo

La maggior parte delle truppe reclutate in Guascogna e coinvolte nelle chevauchée fece ritorno alle proprie case nell'arco di dicembre. Dopo un'entusiastica celebrazione del Natale, l'armata inglese fu divisa in quattro gruppi e riprese l'offensiva. Durante questo portentoso assalto, durato quattro mesi, più di 50 città e fortificazioni in mano francese furono occupate dall'esercito d'oltremanica. A causa dell'impossibilità di resistere all'impeto dell'attacco britannico, numerosi nobili occitani passarono agli inglesi, rendendo omaggio al Principe Nero il 24 aprile 1356.
Durante i primi mesi del 1356 giunsero dall'Inghilterra rinforzi e vettovaglie, che permisero ad Edoardo del Galles di giungere alla Loira con oltre 6 000 uomini, sconfiggendo presso Poitiers l'armata capitanata dal re Giovanni II di Francia, che catturato fu condotto in ostaggio a Londra.